# James Ward
James Ward (Londen, 9 februari 1987) is een Britse tennisser. Hij heeft nog geen ATP-toernooi gewonnen, maar deed al enkele keren mee aan Grand Slams. Hij heeft vier challengers in het enkelspel en twee challengers in het dubbelspel op zijn naam staan.

## Jaarverslagen

### 2007
Op het ATP-toernooi van Valencia maakte de no. 851 van de wereld zijn ATP-debuut met een wildcard (verloor van no.433 van de wereld, Augustin Gensse). Hij eindigde het seizoen als no. 588.

### 2008
In augustus won hij in het dubbelspel de challenger toernooi van New Delhi (zijn partner: Joshua Goodall).

### 2009
In mei, als no. 271 werd hij de eerste Britse tennisser sinds Tim Henman in 1995 die een challenger toernooi kan winnen op gravel, hij versloeg Carsten Ball in Sarasota. In juni won hij zijn eerste ATP match van het jaar (won in de eerste ronde van Victor Crivoi, verloor in de tweede ronde van Frank Dancevic). Hij maakte zijn Grand Slam debuut met een wildcard op Wimbledon  (verloor in de eerste ronde van no.8, Fernando Verdasco). In augustus kon hij zich niet kwalificeren voor US Open. Hij kon vier maanden dit jaar niet spelen door Klierkoorts. Hij oefende in december samen met Rafael Nadal in Mallorca.

### 2010
Hij kwalificeerde zich voor het ATP-toernooi van Chennai (verloor in de eerste ronde van Marcel Granollers). Hij bereikte zijn eerste kwartfinale in een ATP-toernooi, en dit op het ATP-toernooi van Eastbourne.

### 2011
Hij kwalificeerde zich als no. 216 voor het ATP-toernooi van Londen, versloeg Stanislas Wawrinka, Sam Querrey en Adrian Mannarino maar verloor in zijn eerste halve finale op het ATP-circuit van Jo-Wilfried Tsonga. De eerste minister van het Verenigd Koninkrijk, David Cameron, keek naar zijn match tegen Adrian Mannarino. Het was sinds het ATP-toernooi van Rotterdam 1999 (Tim Henman en Greg Rusedski) gedleden dat twee Britten tegelijk een halve finale van een ATP-toernooi bereikten. Kreeg een wildcard voor Wimbledon.

## Palmares

### Palmares enkelspel
| Nr.                  | Datum           | Toernooi  | Ondergrond | Tegenstander in finale   | Score          |
| -------------------- | --------------- | --------- | ---------- | ------------------------ | -------------- |
| Gewonnen challengers |                 |           |            |                          |                |
| 1.                   | 11 mei 2009     | Sarasota  | Gravel     | Carsten Ball             | 7-64, 4-6, 6-3 |
| 2.                   | 1 augustus 2011 | Vancouver | Hardcourt  | Robby Ginepri            | 7-5, 6-4       |
| 3.                   | 22 juli 2013    | Lexington | Hardcourt  | James Duckworth          | 4-6, 6-3, 6-4  |
| 4.                   | 19 oktober 2015 | Bangalore | Hardcourt  | Adrián Menéndez Maceiras | 6-2, 7-5       |

### Palmares dubbelspel
| Nr.                  | Datum           | Toernooi  | Ondergrond | Partner        | Tegenstanders in finale        | Score    |
| -------------------- | --------------- | --------- | ---------- | -------------- | ------------------------------ | -------- |
| Gewonnen challengers |                 |           |            |                |                                |          |
| 1.                   | 4 augustus 2008 | New Delhi | Hardcourt  | Joshua Goodall | Tasuku Iwami Hiroki Kondo      | 6-4, 6-1 |
| 2.                   | 3 mei 2010      | Savannah  | Gravel     | Jamie Baker    | Bobby Reynolds Fritz Wolmarans | 6-3, 6-4 |

## Prestatietabellen
| Legenda | Legenda                          |
| ------- | -------------------------------- |
| g.t.    | geen toernooi gehouden           |
| l.c.    | lagere categorie                 |
| –       | niet deelgenomen                 |
| G       | uitgeschakeld in de groepsfase   |
| 1R      | uitgeschakeld in de eerste ronde |
| 2R      | uitgeschakeld in de tweede ronde |
| 3R      | uitgeschakeld in de derde ronde  |
| 4R      | uitgeschakeld in de vierde ronde |
| KF      | uitgeschakeld in de kwartfinale  |
| HF      | uitgeschakeld in de halve finale |
| F       | de finale verloren               |
| W       | het toernooi gewonnen            |
| w-v     | winst/verlies-balans             |

### Prestatietabel enkelspel
In deze tabel worden enkele jaren overgeslagen, dit omdat deze tennisser die jaren niet meedeed aan ten minste één toernooi van deze tabel.
| Grandslamtoernooien  |      |      |     |      |      |      |     |      |      |
| Australian Open      | –    | –    | 1R  | –    | –    | 1R   | –   | –    | –    |
| Roland Garros        | –    | –    | –   | –    | 1R   | –    | –   | –    | –    |
| Wimbledon            | 1R   | 1R   | 2R  | 1R   | 1R   | 3R   | 1R  | 1R   | 1R   |
| US Open              | –    | –    | –   | –    | –    | 1R   | –   | –    | –    |
| ATP Masters 1000     |      |      |     |      |      |      |     |      |      |
| Indian Wells         | –    | –    | –   | –    | 2R   | –    | –   | –    | –    |
| Miami                | –    | –    | –   | –    | –    | –    | –   | –    | –    |
| Monte Carlo          | –    | –    | –   | –    | –    | –    | –   | –    | –    |
| Madrid               | –    | –    | –   | –    | –    | –    | –   | –    | –    |
| Rome                 | –    | –    | –   | –    | –    | –    | –   | –    | –    |
| Montreal/Toronto     | –    | –    | –   | –    | –    | –    | –   | –    | –    |
| Cincinnati           | –    | –    | –   | –    | 2R   | –    | –   | –    | –    |
| Shanghai             | –    | –    | –   | –    | 1R   | –    | –   | –    | –    |
| Parijs               | –    | –    | –   | –    | –    | –    | –   | –    | –    |
| Olympische Spelen    |      |      |     |      |      |      |     |      |      |
| Olympische Spelen    | g.t. | g.t. | –   | g.t. | g.t. | g.t. | –   | g.t. | g.t. |
| Statistieken         |      |      |     |      |      |      |     |      |      |
| Totaal aantal titels | 0    | 0    | 0   | 0    | 0    | 0    | 0   | 0    | 0    |
| Eindejaarsranking    | 273  | 162  | 253 | 172  | 107  | 156  | 444 | 843  | 318  |

### Prestatietabel (Grand Slam) dubbelspel
In deze tabel worden enkele jaren overgeslagen, dit omdat deze tennisser die jaren niet meedeed aan ten minste één toernooi van deze tabel.
| Grandslamtoernooien  |      |      |      |      |      |      |      |    |
| Australian Open      | –    | –    | –    | –    | –    | –    | –    | –  |
| Roland Garros        | –    | –    | –    | –    | –    | –    | –    | –  |
| Wimbledon            | 2R   | 1R   | 1R   | 1R   | 1R   | 1R   | 1R   | 1R |
| US Open              | –    | –    | –    | –    | –    | –    | –    | –  |
| Olympische Spelen    |      |      |      |      |      |      |      |    |
| Olympische Spelen    | g.t. | g.t. | –    | g.t. | g.t. | –    | g.t. | –  |
| Statistieken         |      |      |      |      |      |      |      |    |
| Totaal aantal titels | 0    | 0    | 0    | 0    | 0    | 0    | 0    | 0  |
| Eindejaarsranking    | 362  | 267  | 1170 | –    | –    | 1266 | –    | –  |